# Сцинк Бедряги
Сцинк Бедряги, веретеноподібний сцинк Бедряги (Chalcides bedriagai) — вид ящірок родини сцинкових (Scincidae). Один із 32 видів роду. Поширений на Піренейському півострові. Мешканець середземноморських гірських і прилеглих рівнинних ландшафтів. Вид охороняється Бернською конвенцією та Директивою Європейського Союзу 92/43/ЄС «Про збереження природних оселищ та видів природної фауни і флори». Описано 3 підвиди.

## Опис
Невелика ящірка з видовженим циліндричним тілом, до 17 см завдовжки (L. + L.cd.). Довжина тіла від кінчика морди до клоаки (L.) до 8—9 см. Хвіст (L.cd.) досить широкий, співмірний із довжиною тулуба з головою; ламкий, здатний до регенерації. Самки зазвичай більші за самців. Прибережні особини значно менші за особин із популяцій південних гір. Голова невелика. Кінцівки короткі, з п'ятьма пальцями на кожній лапці. Загалом сцинк Бедряги за зовнішнім виглядом нагадує зменшену версію сцинка плямистого (Chalcides ocellatus).
Тіло вкрите гладенькою блискучою лускою. Навколо середини тулуба (Sq.) 24—28 лусок. 
Забарвлення верхньої частини тіла блідо-коричневе, жовтувато-коричневе або сіре, з численними маленькими плямами, облямованими чорним. Уздовж боків, від основи голови до початку хвоста, тягнуться смуги блідніших плям, які можуть бути непомітними в темніших осіб або відсутні зовсім. Рівномірно забарвлені особини, без плям або смужок, трапляються досить часто. Особини, які населяють дюни, зазвичай помітно світліші. Молоді особини мають темніше забарвлення, ніж дорослі.

## Поширення
Ареал охоплює більшу частину Піренейського півострова, у тому числі Португалію та Іспанію (крім північних районів). Відомі також поселення сцинка на кількох прилеглих атлантичних та середземноморських островах.

## Місця проживання
Евритопний вид. Населяє різноманітні відкриті середземноморські ландшафти, від рівня моря до середньогір'їв, віддаючи перевагу добре освітленим, помірно сухим  ділянкам з густою ксеромезофітною трав'янистою рослинністю і наявністю численних сховищ у вигляді скель, каміння, колод чи навіть людського сміття. Трапляється також серед піщаних дюн, у долинах річок і струмків з рідколіссям. Не уникає сільськогосподарських угідь та околиць населених пунктів, де трапляється в садах і виноградниках. У гори піднімається до висоти близько 1750 м н. р. м. 

## Особливості біології
У теплий період року може проявляти активність цілодобово. Досить скритний; при небезпеці здатен швидко зариватися в пухкий ґрунт. У період розмноження може бути досить численним, але поза ним трапляється рідко. Активний із квітня по вересень на півночі ареалу, на півдні сплячка може бути коротшою. Сцинка можна побачити в сонячні дні взимку. 
Сцинк Бедряги належить живородних плазунів. Парування відбувається в березні — червні, залежно від широти та висоти місцевості. Самиці народжують 1—6 живих дитинчат між травнем і серпнем. 
Харчується різноманітними дрібними безхребетними.

## Охорона
Стан більшості природних популяцій виду в межах ареалу залишається більш-менш стабільним, за що він, згідно з Червоним списком МСОП, отримав охоронний статус «відносно благополучний вид». Але в окремих регіонах спостерігається тенденція до зниження чисельності популяції виду, що потребує запровадження охоронних заходів. Тому, сцинк Бедряги занесений до Додатку ІІ Бернської конвенції (охоронна категорія: вид підлягає особливій охороні) та Директиви Європейського Союзу 92/43/ЄС «Про збереження природних оселищ та видів природної фауни і флори» (Додаток IV. Види рослин і тварин, що становлять особливий інтерес для Європейського Союзу, які потребують суворих заходів охорони).

## Систематика
Один із 32 видів роду веретеноподібних сцинків (Chalcides).
Станом на 2025 рік описано 3 підвиди:
- Chalcides bedriagai bedriagai (більша частина Іспанії);
- Chalcides bedriagai cobosi (Південна Португалія та Південна Іспанія);
- Chalcides bedriagai pistaciae (гори Португалії і Північно-Західна Іспанія).